# Citrus indica
Citrus indica är en vinruteväxtart som beskrevs av Tyôzaburô Tanaka. Citrus indica ingår i släktet citrusar, och familjen vinruteväxter. Inga underarter finns listade i Catalogue of Life.